# Capitanal
Capitanal, selon le père jésuite Paul Le Jeune dans les Relations des Jésuites  ("Kepitanal", "Kepitenat", selon le père Jésuite François Du Creux  ou encore "Capitainat" selon le rédacteur des premières pages du "Catalogue des trépassés" et du "Catalogue des personnes baptisées aux Trois Rivières"  ), est un chef Algonquien, plus précisément, Atikamek, présumément de la région de Trois-Rivières, qui entretenait de bonnes relations avec les colonisateurs français. Le père Paul Le Jeune rapporte dans sa Relation des Jésuites de 1633 que quand il prenait la parole, c'était "avec une rhétorique aussi fine & déliée, qu'il en scauroit sortir de l'escholle d'Aristote, ou de Cicéron". D'ailleurs, celles qu'il prononce lors d'un entretien qu'il eut avec Samuel de Champlain le 25 mai de cette année-là à Québec sont restées connues dans les annales de cette partie de la Nouvelle-France appelée Canada.
Le nom "Capitanal" ou "Capitainat" est un calque du mot français "capitaine", écrit le père Le Jeune dans sa Relation de 1632. On ne connaît pas son nom amérindien ou de qui il était le fils. On ne connaît pas non plus l'année de sa naissance, mais le père Le Jeune dans sa Relation de 1636 dit qu'il avait un fils de 17 ans, nommé Tchimanes , qui lui succède. Il meurt en juillet 1634 sur la rive sud du fleuve Saint-Laurent. Sa dépouille est transportée par les Français à Trois-Rivières pour y être inhumée près de l'habitation française en construction comme il l'avait souhaité. Champlain fait mettre "une petite closture à l'entour de son tombeau pour le rendre remarquable", écrit le père Le Jeune dans sa Relation de 1635. Capitainat n'a jamais été baptisé.
Le père Le Jeune rapporte dans sa Relation de 1633 que Champlain a dit à Capitanal que son père avait combattu les Iroquois avec lui et était mort à ses côtés. Profitant de son amitié avec Capitanal, Champlain  lui promet en 1633 de faire construire une habitation à Trois-Rivières. Au début de juillet 1634, Champlain envoie donc un certain Laviolette.